# Enrique Enríquez de Mendoza
Enrique Enríquez de Mendoza (c. 1402-30 de octubre de 1480), I conde de Alba de Liste y miembro del importante linaje de los Enríquez, nacido probablemente en Medina de Rioseco a comienzos del siglo XV. 

## Títulos y trayectoria
Era hijo segundo de Alfonso Enríquez, almirante de Castilla, y de Juana de Mendoza, «la ricahembra de Guadalajara», lo que también lo convertía en bisnieto del rey Alfonso XI. De sus padres heredó varios señoríos menores, entre ellos, los de la villa de Bolaños con Villasacén, Cabreros, así como las casas de Zamora, las salinas de Villafáfila y las aceñas de Piedrahíta de Castro. Casó con María de Guzmán, hija de los condes de Niebla, con cuyo acuerdo, el 10 de noviembre de 1441, decidió canjear con el condestable Álvaro de Luna su señorío de Escamilla por el de Alba de Liste. Testigo fue Juan Díaz de Burgos.
Intervino en las guerras que mantuvo Juan II con los reyes de Granada (1431), aunque también en las iniciativas que la aristocracia lanzó contra él: el golpe de Rámaga (1443) y el golpe de Tordesillas (1452). Engañado por Alonso de Fonseca y Álvaro de Luna, acudió a Portillo, donde fue hecho prisionero y luego confinado por un año en el castillo de Berlanga de Duero, aunque en 1453 pudo escapar usando una hábil estratagema.
Una fecha importante en la historia de la casa de los Enríquez fue el 8 de agosto de 1459, cuando Enrique IV de Castilla, desde la villa de Arévalo, le concedió a él el título de conde de Alba de Liste. Si bien cuatro años antes, en 1455, había luchado junto a él contra los musulmanes, el conde decidió unirse a las conspiraciones aristocráticas tramadas en Illsecas (1461) y en Burgos (1464). Asimismo, estuvo entre los firmantes de la sentencia arbitral de Bayona, asegurando con sus bienes la entrega de la merindad de Estella a Enrique IV, por parte de Juan II de Aragón y Navarra.
Con la muerte de Enrique y el estallido de la guerra sucesoria, Enrique Enríquez se decantó a favor de los Reyes Católicos, quienes el 8 de noviembre de 1475 lo nombraron presidente y gobernador del reino de Galicia. No llegó, sin embargo, a ejercer las amplias facultades políticas, judiciales y militares con las que había sido investido, y que contemplaban ocupar fortalezas, imponer destierros, organizar un ejército y hasta determinar pleitos civiles y criminales. El 1 de marzo de 1476, durante la batalla de Toro, fue hecho prisionero y luego conducido a Lisboa, capital de Portugal, reino que apoyaba al bando de Juana la Beltraneja. Alfonso de Palencia, en su Crónica de Enrique IV, atribuye este hecho a una confusión del conde:

Sucedió entonces que el conde de Alba de Liste, D. Enrique Enríquez, septuagenario, pero de grandes arrestos, después de perseguir a todo galope al enemigo fugitivo hasta el puente de Toro, al recogerse a su campo se engañó con la oscuridad de la noche y tomó por amigos a un pelotón de soldados portugueses próximos al río. Apenas pronunció el nombre del rey D. Fernando, echáronsele encima los contrarios [...] Nada supieron los que con el rey don Fernando se encaminaban a Zamora [...] y al día siguiente aún no había noticia cierta de la desgracia del noble anciano. Decían unos que se había ahogado en el río; otros, que, derribado del caballo, había perecido a causa de tan grave fatiga en tan avanzada edad [...] Cuando por fin se tuvo noticia cierta del cautiverio, el Rey sintió honda pesadumbre, y a toda la nobleza castellana causó profunda contrariedad la desgracia del ilustre anciano.
Alonso de Palencia, Crónica de Enrique IV.

Un tiempo después el monarca lusitano le permitió volver a Castilla con la condición de transmitir un mensaje a Fernando el Católico y regresar a prisión en cuanto terminara la misión. El conde cumplió el juramento: el 27 de noviembre de 1478 se entrevistó en Trujillo con el monarca castellano, tras lo cual volvió a Portugal. Ante este gesto caballeresco, el rey de Portugal decidió liberarlo.

## Muerte
A partir de 1478 es bastante probable que residiese en su palacio de Alba de Liste hasta su fallecimiento, muy probablemente a principios de la década siguiente. Hizo su testamento en el convento de San Antonio de Garrovillas el 24 de julio de 1480 ante Juan Gutiérrez del Castillo, con poder de María de Guzmán, que se lo había dado el 14 de septiembre de 1479.

## Matrimonio y descendencia
Progenitor de los Enríquez de Toledo y los Enríquez de Guzmán, condes de Alba de Liste, en 1432, en Sevilla, contrajo matrimonio con María de Guzmán, hija legítima de Enrique de Guzmán, II conde de Niebla y de Teresa de Orozco. De este enlace —que necesitó de la aprobación papal dado que eran primos de segundo grado— nacieron diez hijos:
- Fadrique Enríquez de Guzmán, falleció en la infancia;[1]
- Alonso Enríquez de Guzmán (f. 1502), II conde de Alba de Liste[1] y señor de Quintana del Marco, Pajares, Bembibre, Castrocalbón y Garrovillas, casado con Juana de Velasco y Manrique;
- Diego Enríquez de Guzmán, falleció en la infancia;[1]
- Juan Enríquez de Guzmán (n. 1445), señor de Belver y Cabreros, casado con Constanza de Almansa, VIII señora de Alcañices, de Ayoó y de Villavellid;[1]
- Enrique Enríquez de Guzmán, señor de Bolaños, caballero, trece y comendador de la Orden de Santiago, casado en primeras nupcias con Ana María de Guzmán, y en segundas con María de Figueroa y Ponce de León;[1]
- Teresa Enríquez de Guzmán, casada con Juan de Acuña y Portugal, III conde de Valencia de Don Juan y II duque de Valencia de Campos, I conde de Gijón y Pravia, señor de Fresno, Cabreros, Villademor y Pajares;[1]
- Juana Enríquez de Guzmán (n. 1425), casada con Diego Vigil de Quiñones y Acuña, I conde de Luna;[1]
- Guiomar Enríquez de Guzmán, casada con Luis Fernández de Híjar y Beaumont,[1] VIII señor de Híjar;
- Inés Enríquez de Guzmán, casada con Pedro Pimentel Vigil Quiñones, I señor de Távara;[1]
- María Enríquez de Guzmán, casada con Juan de Zúñiga y Biedma, I vizconde de Monterrey.[1]

## Semblanza
Fernando del Pulgar, escritor contemporáneo a la vida del conde, le dedicó una breve semblanza en su obra Claros varones de Castilla:

Era hombre de buena prudencia y, por la esperiencia de los grandes fechos que por él passaron, su parescer en las cosas se avía por muy cierto; era ombre palanciano, y siempre fablava cosas breves y graciosas. Fue ombre de tan gran esfuerço que, en algunas afrentas peligrosas donde fue esperimentado, ninguno otro en sus tiempos se falló tener ánimo más libre de miedo para acometer y defender.
Hernando del Pulgar, Claros varones de Castilla.